# Nemastoma relictum
Espèce
Synonymes
- Nemastoma bidentatum relictum Gruber & Martens, 1968

Nemastoma relictum est une espèce d'opilions dyspnois de la famille des Nemastomatidae.

## Distribution
Cette espèce est endémique d'Autriche. Elle se rencontre dans les Lands de Salzbourg, de Styrie et de Carinthie.

## Description
Le mâle holotype mesure 1,55 mm; le mâle paratype 1,60 mm et la femelle paratype 1,70 mm.

## Systématique et taxinomie
Cette espèce a été décrite sous le protonyme Nemastoma bidentatum relictum par Gruber et Martens en 1968. Elle est élevée au rang d'espèce par Komposch en 2021.

## Publication originale
- Gruber & Martens, 1968 : « Morphologie, Systematik und Ökologie der Gattung Nemastoma C. L. Koch (s. str.) (Opiliones, Nemastomatidae). » Senckenbergiana biologica, vol. 49, no 2, p. 137–172.